# Technomyrmex gorgona
Technomyrmex gorgona is een mierensoort uit de onderfamilie van de Dolichoderinae. De wetenschappelijke naam van de soort is voor het eerst geldig gepubliceerd in 2008 door Fernández & Guerrero.